# Kairos internationella bokmässa
Kairos internationella bokmässa (arabiska: معرض القاهرة الدولي للكتاب) är en stor bokmässa som hålls i Kairo i Egypten den sista veckan i januari varje år. Mässan, som grundades 1969, äger rum på Cairo International Fair Grounds i Madinat Nasr, nära Al-Azharuniversitetet. Den organiseras av General Egyptian Book Organisation.

## Omfattning och historik
Bokmässan grundades 1969, i samband med staden Kairos 1000-årsjubileum. Idén till evenemanget kom från General Egyptian Book Organisation.
Den är en av de största bokmässorna i världen, med hundratals bokförsäljare och 1–2 miljoner besökare årligen. Det är den största bokmässan i arabvärlden, såväl som den äldsta. År 2006 var Kairos internationella bokmässa den näst största bokmässan i världen, efter bokmässan i Frankfurt.
Mässan är särskilt betydelsefull då utgivare i Kairo producerar uppskattningsvis tre av fem böcker på arabiska som trycks i världen. Statsägda General Egyptian Book Organisation, som anordnar mässan, är dessutom den största utgivaren av böcker i arabvärlden.
På grund av den egyptiska revolutionen 2011 ställdes det årets mässa in. Den skulle ha blivit den 43:e i ordningen.
Bokmässan har av myndigheter under både 2000- och 2010-talet drabbats av återkommande censuringripanden, med bland annat beslagtagande av opassande böcker.